# STM32
La famille STM32 regroupe plusieurs séries de microcontrôleurs  32-bits réalisés par la société Franco-Italienne STMicroelectronics. Les composants d'une même série STM32 sont basés sur un processeur d'architecture ARM 32-bits, tels que le Cortex-M33, le Cortex-M7F, le Cortex-M4F, le Cortex-M3, Cortex-M0+, ou encore Cortex-M0. Chaque microcontrôleur est constitué d'un cœur de calcul, de mémoire vive (RAM) statique, de mémoire flash (pour le stockage),de mémoire volatile RAM, d'une interface de débogage et de périphériques de calcul et de communication.
Le STM32 F4 comporte un Cortex-M4F, un DSP et un  FPU. Il est notamment complètement géré par le système libre temps-réel ChibiOS/RT.
L'ensemble des microcontrôleurs peuvent également être programmés à l'aide de l'IDE d'Arduino.

## Applications

### Arduino
Il existe différents types de cartes compatibles Arduino basées sur le STM32. La série Nucleo a été conçue par STMicroelectronics à cet effet. D'autres constructeurs ont également fait des cartes compatibles utilisant ce SoC sous divers noms. Cela permet de l'utiliser comme contrôleur de machine-outil à commande numérique (CNC en anglais). des logiciels tels que Grbl permettent de contrôler des machines de fraisage, auxquelles notamment les imprimantes 3D ou imprimantes de découpe laser se rapprochent. Permettant ainsi de rendre accessible ce type de machines traditionnellement très onéreuse à des fab lab et amateurs éclairés.

#### Nucleo
Les cartes STM32 Nucleo, supportent une compatibilité matérielle avec les cartes Arduino, bien que basées sur des microcontrôleurs ARM Cortex-M (32 bits) et non Atmel AVR (8 bits) comme dans les cartes Arduino classiques. Il ajoute ainsi à Arduino de bonnes performances graphiques en y ajoutant l'accélérateur graphique Chrom-ART (fourni avec une bibliothèque open source), orienté affichage TFT (ou plus généralement, écran à cristaux liquides), et comportant pour cela une interface MIPI DSI.

### Audio
Les STM32 F4 et supérieurs possédants un DSP, ils sont adaptés à l'usage pour le son. La carte synthétiseur Axoloti est un exemple d'application dans le domaine du son.
Le logiciel de synthétiseur analogique libre, Mozzi pour Arduino peut être utilisé directement sur les STM32, en particulier sur la carte à bas prix, STM32F103C8T6 blue pill board (dans les 2€), sans besoin d'un véritable DAC.

### Compteur électrique
Le compteur électrique Linky déployé en France utilise un STM32 F2 (STM32 F203)[réf. nécessaire].

### Drones
Ce processeur est utilisé comme processeur principal et contrôleur de vol dans les drones quadrirotors de course et acrobatiques utilisés en pilotage en immersion (FPV, généralement DIY (artisanaux). Il offre plus de puissance de calcul que les autres contrôleurs utilisés dans ce type de drone, tel que les Atmel AVR et le Microchip PIC, tous deux des processeurs 8 bits,. Les séries F1 F3 F4 et F7 peuvent en être utilisés dans ce domaine. Les STM32 de la série F4 en particulier, ont un certain succès dans ce domaine (où il est généralement appelé F4), il est notamment utilisé par les drones de Quantum Systems, mais également sur les « cartes de vol » (cartes contrôleur) de différents constructeurs (Aikon, Matek…). Le firmware de ce type de cartes de vol, contenu sur une EEPROM est flashable et différents firmwares sont disponibles, dont les populaires firmwares sous licence libre, Cleanflight et son fork Betaflight, développés par des amateurs expérimentés de ces disciplines. Ils supportent les STM32 F7, F4, F3 et F1.

### Fer à souder
Le fer à souder type TS100, vendu par différentes marques, comporte une carte utilisant un STM32. Un firmware sous licence libre, pouvant remplacer celui livré par défaut de Miniware (E-design), utilise FreeRTOS sous sa propre licence, et comporte  des éléments disponibles sous licence GPLv2 et BSD.

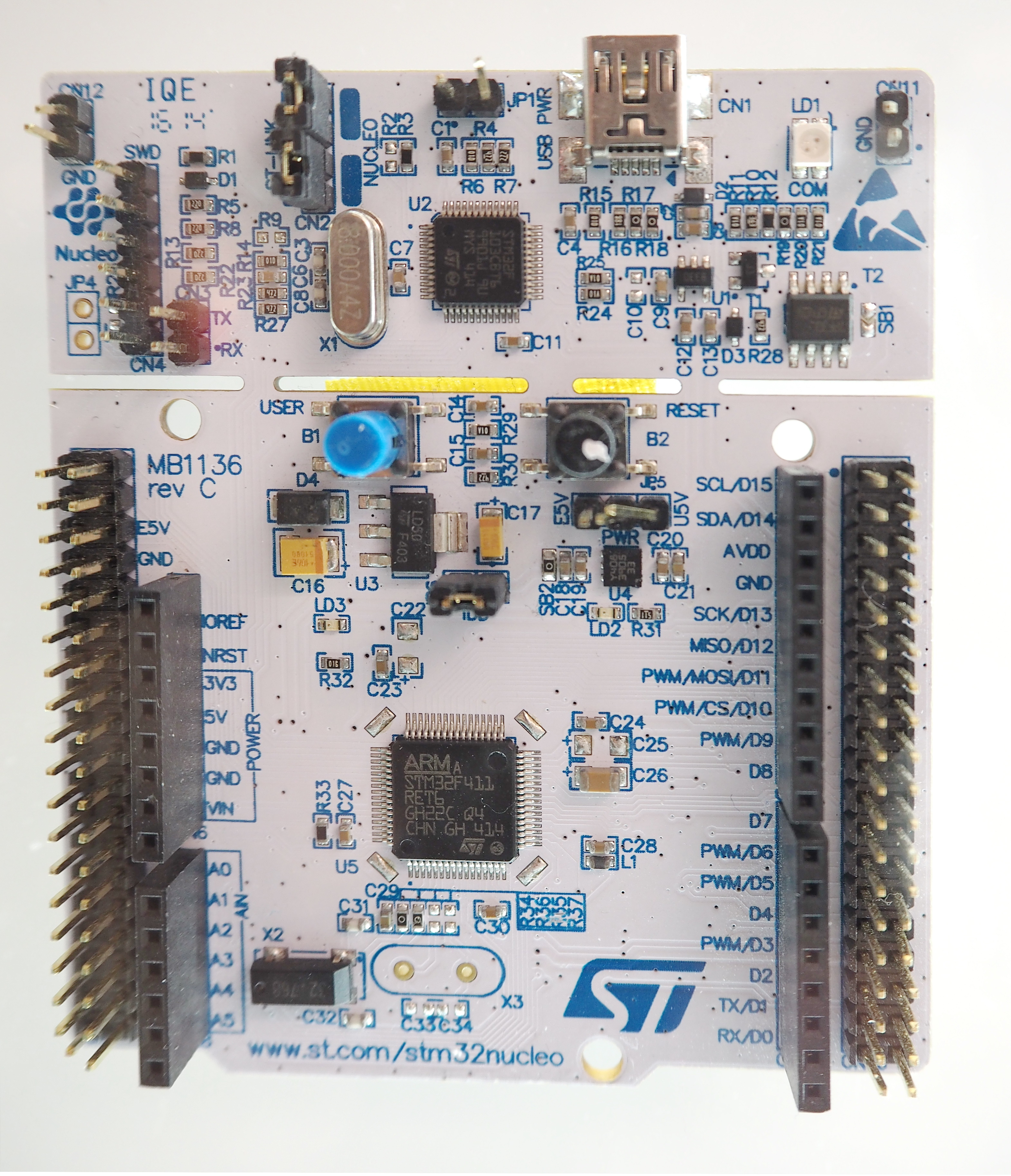
Un des types de carte Nucleo STM32F411 (F4)
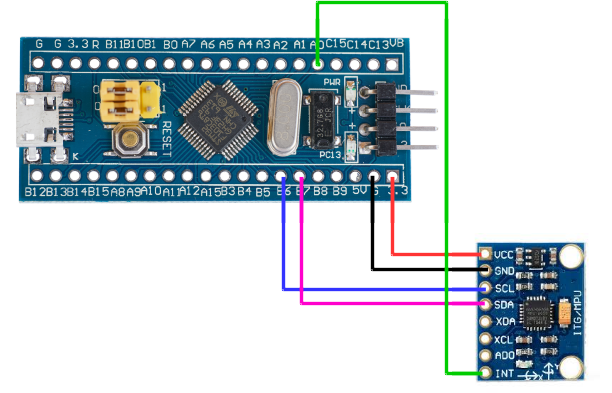
Carte surnommée Blue Pill compatible Arduino basée sur un STM32 F103 C8T6 et reliée par GPIO à un module comportant un microsystème électromécanique MPU6050 (gyroscope et accéléromètre).
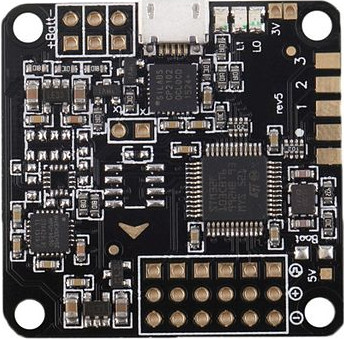
Carte de vol basée sur un STM32F103CBT6 (F1)
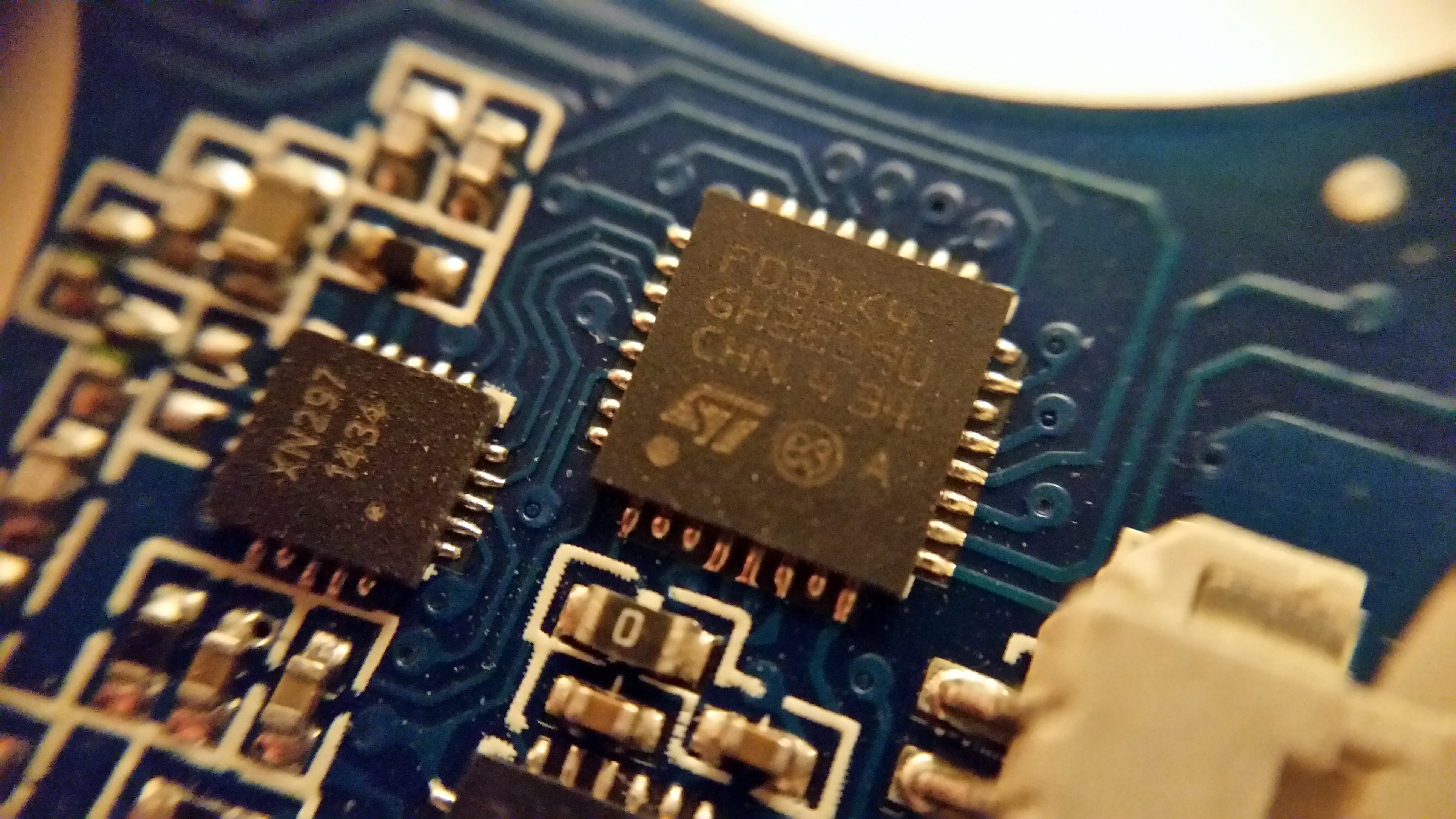
Gros plan sur un STM32F031K4 (F0) utilisé sur une carte de vol de drone quadrirotor

## Séries
Les différentes séries de microcontrôleurs 32 bits de la marque STMicroelectronics possèdent une référence sur 7 caractères,:
- Famille : STM32 = famille de microcontrôleur basé sur les processeurs ARM Cortex-M 32-bit
- Type : F = Mainstream ou High performance | L = Low Power | H = High performance | WB/WL = Wireless
- Modèle du processeur : 0 = M0 | 1/2 = M3 | 3/4 = M4 | 7 = M7
- Performance : Cette caractéristique représente la vitesse d'horloge (MHz), la RAM et les entrées et sorties. Elle est codée sur 2 chiffres.
- Nombre de pins : F = 20 | G = 28 | K = 32 | T = 36 | S = 44 | S = 44 | C = 48 | R = 64-66 | V = 100 | Z = 144 | I = 176
- Taille mémoire flash (en KByte) : 4 = 16 | 6 = 32 | 8 = 64 | B = 128 | C = 256 | D = 384 | E = 512 | F = 768 | G = 1024 | H = 1536 | I = 2048
- Package : P = TSOOP | H = BGA | U = VFQFPN | T = LQFP | Y = WLCSP
- Gamme de température : 6 = -40°C à 85°C | 7 = -40°C à 105°C

Par exemple, le STM32F429ZIT6 (à lire STM-32-F-4-29-Z-I-T-6) est un microcontrôleur de la compagnie STM de 32 bits mainstream équipé d'un CORTEX-M4, 180 MHz, 144 I/O, 144 pins, 2048 KBytes, un package LQFP et une température de fonctionnement allant de -40°C à 85°C.

### Général

#### Série F0
Lancée en 2012, cette série est basée sur l'ARM Cortex-M0 et peut monter jusqu'à une fréquence de 48 Mhz.

#### Série F1
Lancée en 2007, cette série est la première à utiliser le cœur ARM Cortex-M3, la fréquence du CPU peut aller de 24 à 72 MHz. C'est un des plus gros succès de la marque dans ce domaine.

#### Série F3
Lancée en 2012 ARM Cortex-M4F pouvant monter jusqu'à 72 MHz, il comporte un DSP et un FPU, ainsi que les jeux d'instruction Thumb-1 et Thumb-2 et Saturated d'ARM. Le circuit intégré est compatible broche à broche avec la série F1.

### Ultra basse consommation
Les différents modèles ultra-basse consommation sont :

#### Série L0
ARM Cortex-M0+ à 32MHz, 8 à 192 Kio de mémoire flash, consomme 0,67 µA dans le mode plus basse consommation.

#### Série L1
ARM Cortex-M3 à 32Mhz, 32 à 512 Kio de mémoire flash, consomme 1,2 µA dans le mode plus basse consommation.

#### Série L4
ARM Cortex-M4 et un FPU à 80MHz, 180 Kio à 1 Mio de mémoire flash, consomme 0,45 µA dans le mode plus basse consommation.

#### Série L4+
ARM Cortex-M4 et un FPU à 120MHz, 1 à 2 Mio de mémoire flash, consomme 1 µA dans le mode plus basse consommation.

#### Série L5
ARM Cortex-M33 (32-/64-bit, jeu d'instruction ARMv8-M) à 110 MHz, comportant la FPU, l'extension de sécurité TrustZone d'ARM et une extension de sécurité de STMicroelectronics, ainsi qu'une nouvelle version du processeur graphique ST ART Accelerator. Il gère jusqu'à 512 Kio de mémoire flash et 256 Kio de SRAM. Le support de USB Type-C est intégré de base.

#### Série U5
ARM Cortex-M33 (32-/64-bit, jeu d'instruction ARMv8-M) à 160 MHz, comportant la FPU, l'extension de sécurité TrustZone d'ARM et des accélérateurs cryptographies robustes aux attaques par canaux cachés. Il gère jusqu'à 2048 Kio de mémoire flash et 768 Kio de SRAM.

### Haute performance

#### Série F2
Lancée en 2010, elle est comme la série F1, basée sur l'ARM Cortex-M3, mais avec des fréquences pouvant aller jusqu'à 120 MHz.

#### Série F4
La série F4 sortie en 2011, est basée sur l'ARM Cortex-M4F, et comporte donc également un DSP, les versions F4P comportent en plus un FPU, ses fréquences selon les modèles, peuvent atteindre 84 à 180 MHz.

#### Série F7
Sortie en 2014, cette série est basée sur des ARM Cortex-M7F, pouvant aller jusqu'à 216 Mhz et de dimension critique de 90nm. Il comporte un DSP, un FPU en simple et double précision et supporte les jeux d'instruction Thumb-1, Thumb-2 et Saturated d'ARM.
Les cartes de cette série contiennent l'accélérateur graphique ART.

#### Série H7
Sortie au second semestre 2017, cette série est basée, comme la F7 sur des ARM Cortex-M7F, pouvant aller jusqu'à 480 Mhz. Il comporte un DSP et un FPU. Il existe une famille dual cœurs ou un ARM Cortex-M4F est associé au ARM Cortex-M7 pour augmenter la puissance de calcul. par exemple, STM32H7.

### Sans-fil

#### Série WB
Cette série supporte plusieurs protocoles radio :  Bluetooth Low Energy 5.3, Zigbee et Thread. Il comporte un double-cœur  soit un Cortex-M0+ à 32 MHz destiné à la sécurité et aux protocoles radio et un Cortex-M4 à 64 MHz destiné à l'application. On trouve également une mémoire flash de 1MB et une mémoire RAM de 256kB.

## Chrom-ART
Le processeur graphique Chrom-ART a notamment les caractéristiques suivantes :
- Il gère un arrière plan et un avant plan séparés ;
- De tracer des fontes avec anti-crénelage ;
- Comporte son propre DMA ;
- Comporte différents niveaux d'activités pour la réduction de la consommation énergétique ;
- Calcul indépendamment et en parallèle au processeur.